# Dit des trois morts et des trois vifs

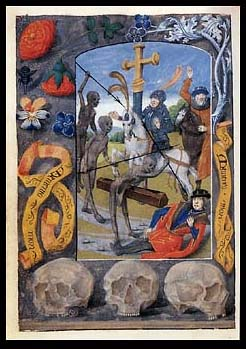
Miniature du Maître d'Édouard IV, livre d'heures, Free Library of Philadelphia, Lewis E108, f.109r.

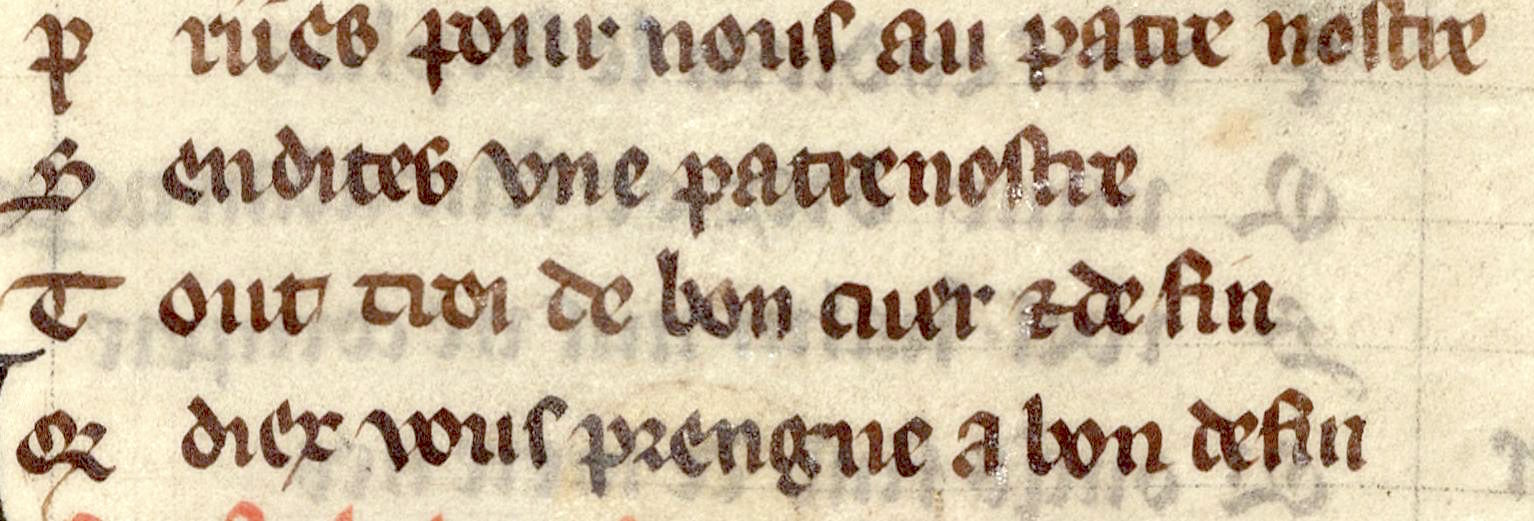
Derniers vers du poème de Baudouin de Condé.

Le Dit des trois Morts et des trois Vifs (ou Dict, ou légende) représente, sous forme de peinture, de miniature, d'enluminure ou de sculpture, trois cadavres s'adressant à trois jeunes piétons (ou trois jeunes cavaliers) richement parés, souvent en train de chasser. Ce thème s'est popularisé durant les XIVe et XVe siècles.

## Le thème

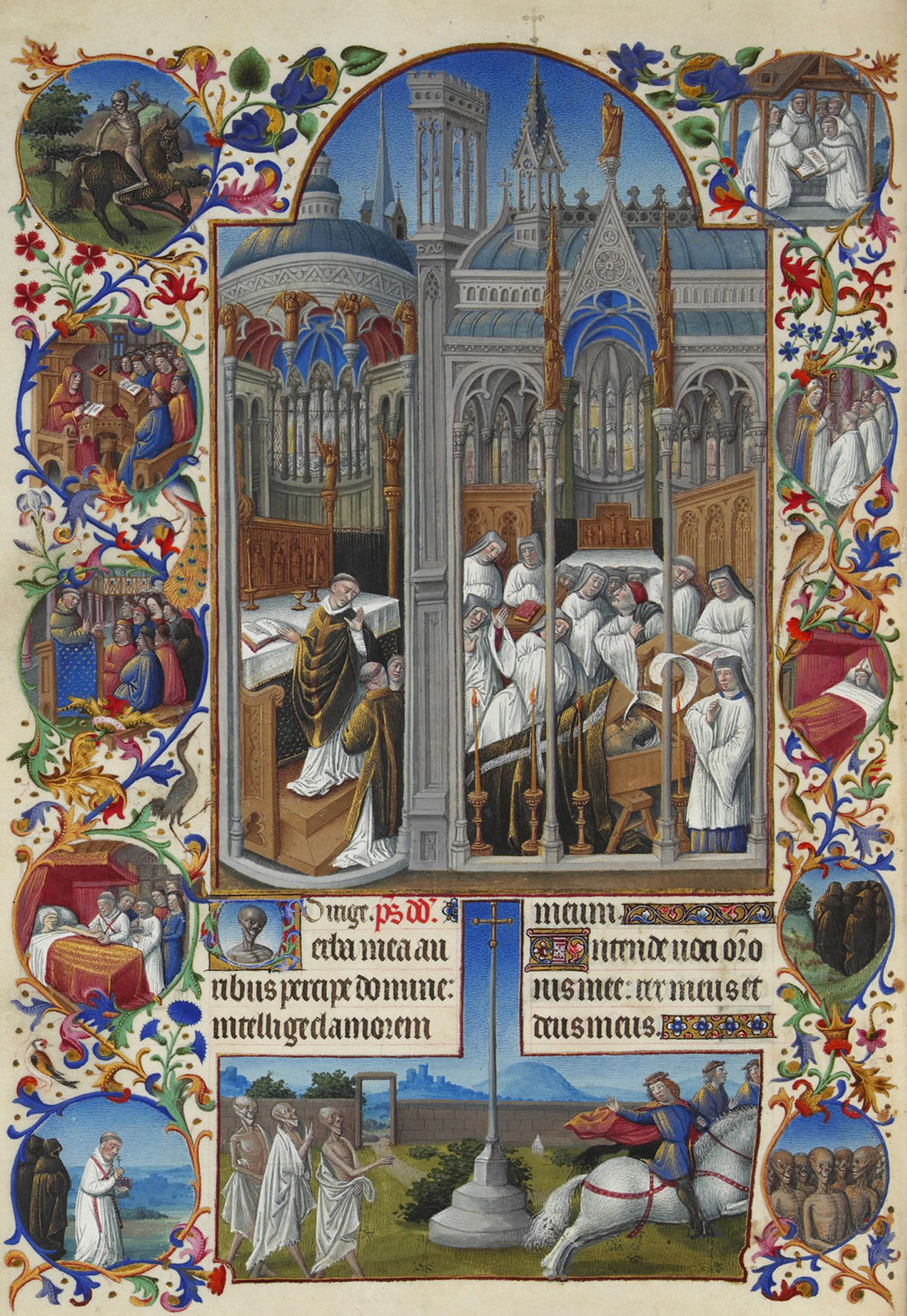
« Les trois vifs et les trois morts », Les Très Riches Heures du duc de Berry, folio 86v.

Le thème des trois Morts et des trois Vifs n’est pas la mort en soi – ici celle des trois jeunes hommes –, comme dans le memento homo, le triomphe de la mort, l'ars moriendi, les vanités, les memento mori, ou encore la danse macabre qui met en scène la mort entraînant à sa suite une farandole hiérarchique de vivants, mais plutôt la leçon, l'avertissement d'une décomposition, d'une pourriture à venir dans un futur plus ou moins lointain.
Michel Vovelle relève toutefois que l'argument du conte est « simple dans sa brutalité » : trois jeunes chasseurs sont confrontés à trois morts qui se présentent dans différents états de décomposition. Ils ont un échange bref, mais centré sur l'essentiel : « ...Itel con tu es itel fui / Et tel seras comme je suis » (Tel que tu, tel je fus / Et tu seras tel que je suis).
Le premier texte connu relatif au Dit des trois Morts et des trois Vifs, conservé à la bibliothèque de l'Arsenal date des années 1280, et débute par une miniature.
La plus ancienne représentation peinte, hors d'un manuscrit, également du XIIIe siècle, était vraisemblablement celle de l'église Sainte-Ségolène de Metz, qui a disparu lors des travaux de restauration du bâtiment, entre 1895 et 1910. Elle faisait également l'objet de deux fresques dans l'église du XIIIe siècle de l'ancienne abbaye Saint-Étienne de Fontenay, près de Caen, rasée en 1830. Il existe une fresque encore visible dans l'église d'Ennezat (Puy-de-Dôme) ; enrichie de phylactères, cette peinture date du XVe siècle. Et une fresque du XVème siècle a été découverte en 1957 sous un badigeon dans l'église Saint-Martin de Gonneville-sur-Honfleur (Calvados).
Ashby Kinch fait état d'une note dans un livre de compte relative à l'achat à Londres d'un diptyque de la legene famosa dei tre morte e dei tre vivi par le comte  Amédée V de Savoie ; le libellé de cette transaction, entre mai 1302 et juillet 1303, suggère que l'image, et donc sa légende, était connue dans le cadre des images de dévotion répandues à l'époque.

## Textes
D'après Stefan Glixelli, il y a cinq variantes de la légende, transmises dans une vingtaine de manuscrits. Ils sont numérotés comme suit :
- Poème I : Ce sont li troi mort et li troi vif, par Baudouin de Condé, actif entre 1240 et 1280. Présent dans six manuscrits.
- Poème II : Chi coumenche li troi mort et li troi vif, par Nicolas de Margival. Présent dans deux manuscrits.
- Poème III : Ch'est des trois mors et des trois vis, auteur anonyme. Présent dans un seul manuscrit.
- Poème IV : C'est des trois mors et des trois vis (même début), auteur anonyme. Présent dans sept manuscrits.
- Poème V : Cy commence le dit des trois mors et des trois vis, auteur anonyme. Présent dans six manuscrits.

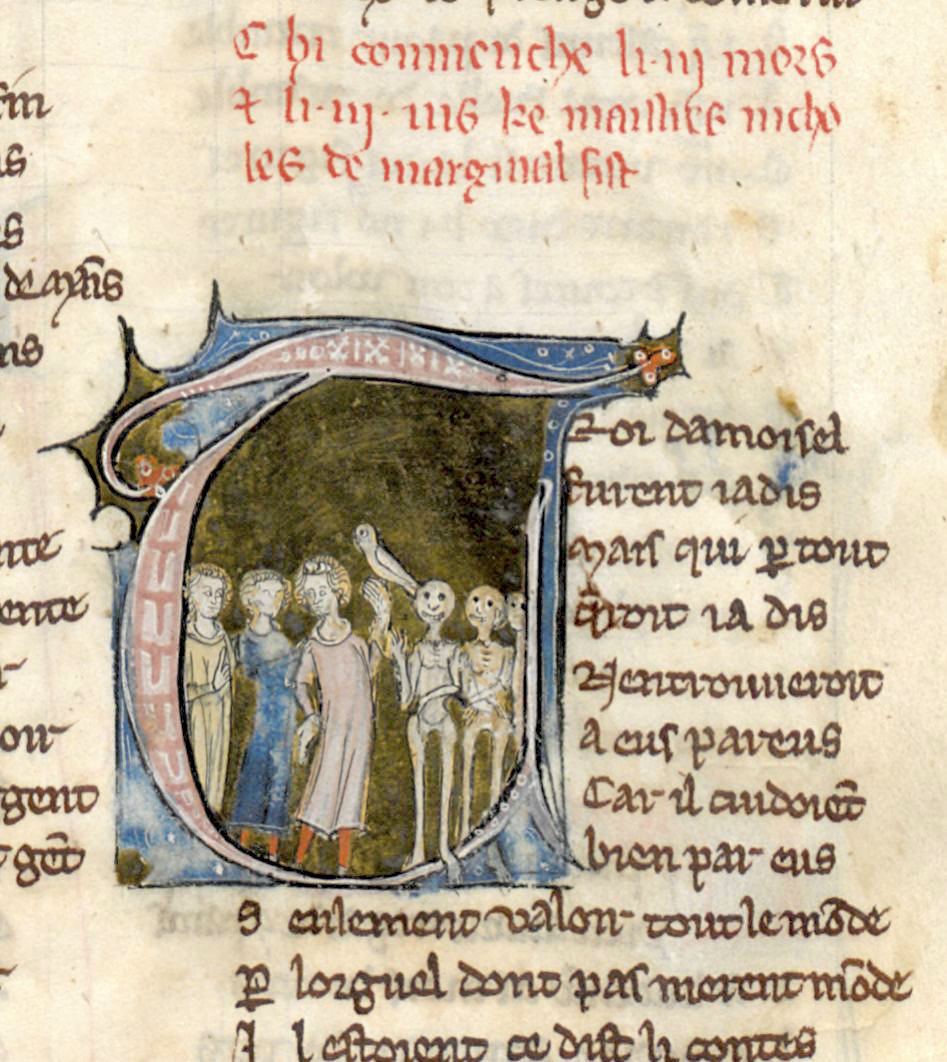
Nicholas de Margival, Dit des 3 morts et des 3 vifs, BnF Ms 25566 fol. 218. (détail).

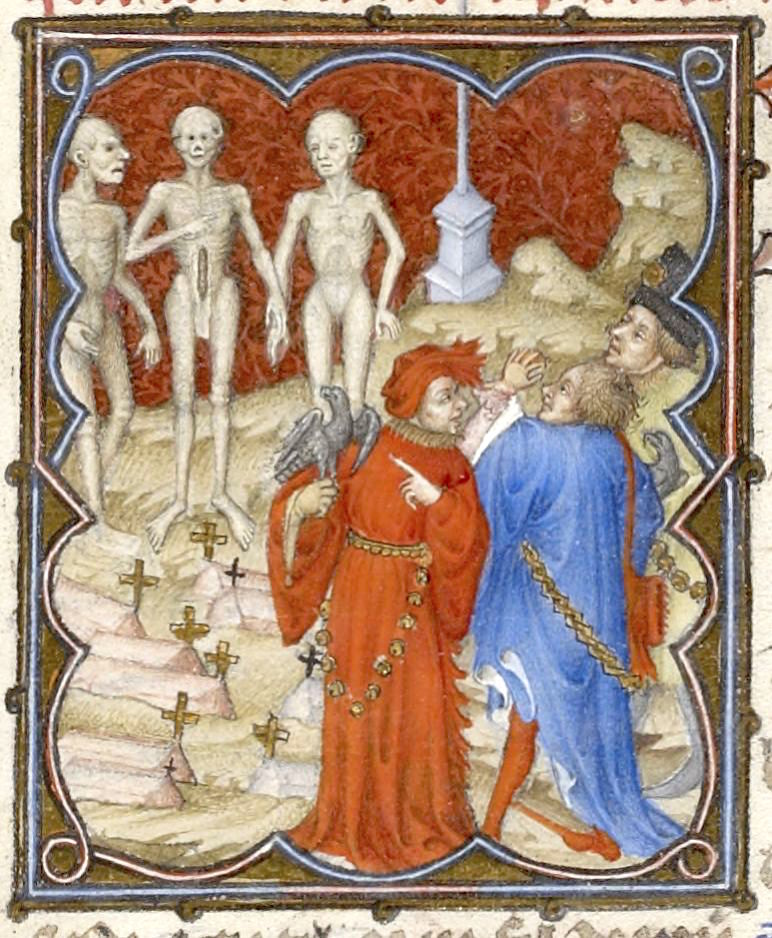
Les Petites Heures de Jean de Berry, fol 282r (détail).

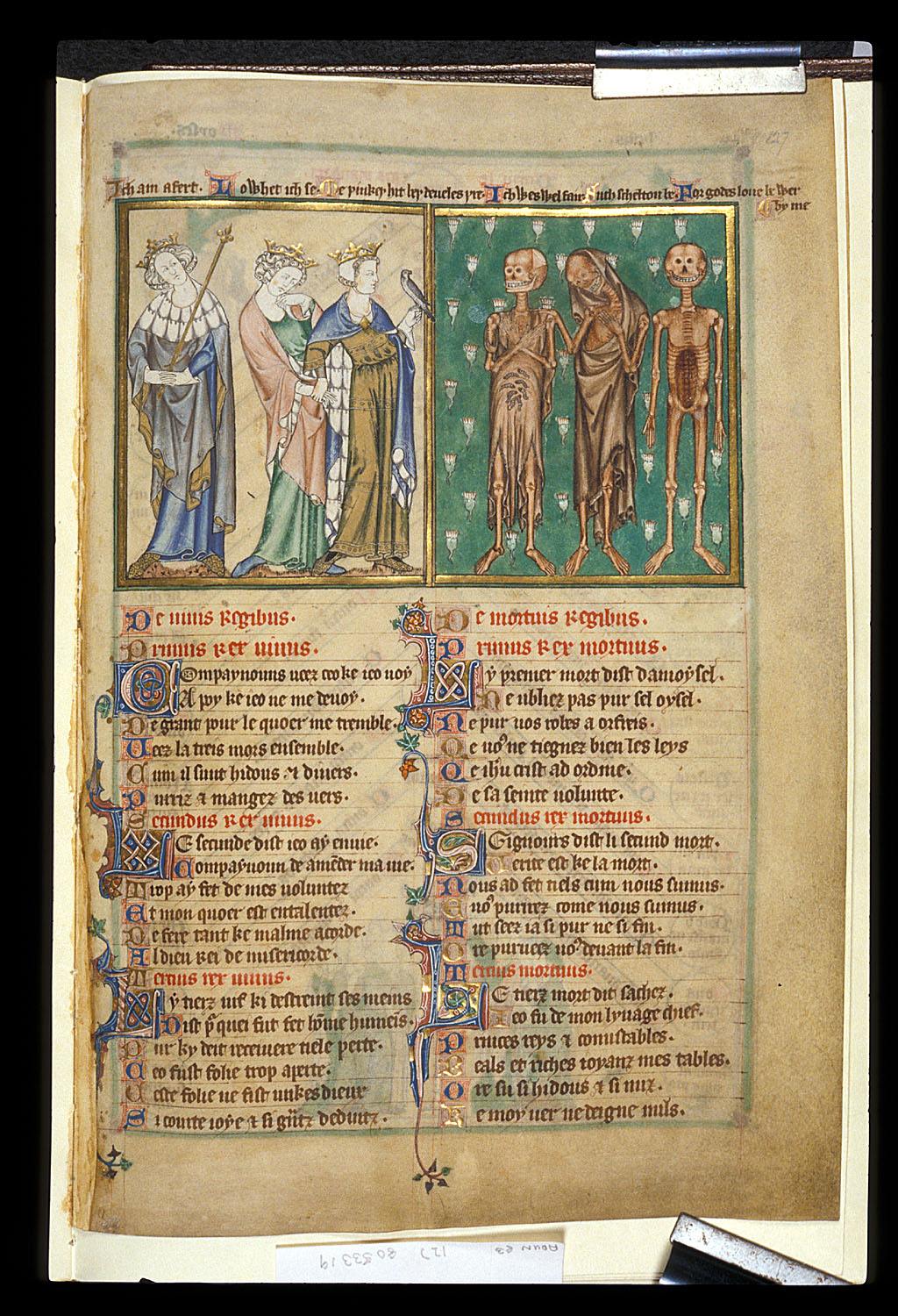
« Les trois morts et les trois vifs », Psautier de Robert de Lisle, British Library, Arundel 83 II, fol. 127.

| Bibliothèque                               | Manuscrit        | Poème     | Pages             |
| ------------------------------------------ | ---------------- | --------- | ----------------- |
| Paris BnF                                  | Fr. 25566        | poème I   | fol. 217-218      |
| Paris BnF                                  | Fr. 25566        | poème II  | fol 218-219v      |
| Paris BnF                                  | Fr. 25566        | poème III | fol. 223-224v.    |
| Paris BnF                                  | Fr. 378          | poème I   | fol. 1            |
| Paris BnF                                  | Fr. 378          | poème IV  | fol. 7v-8         |
| Paris Arsenal                              | 3142             | poème I   | fol. 311v-312.    |
| Paris BnF                                  | Fr. 1446         | poème I   | fol. 144v-145v.   |
| Paris Arsenal                              | 3524             | poème I   | fol. 49-50v.      |
| Paris BnF                                  | Fr. 25545        | poème I   | fol. 106v-108.    |
| Paris BnF                                  | Fr. 1109         | poème II  | fol. 327-328.     |
| Cloisters                                  | Inv. 69. 86      | poème IV  | fol 320-326v      |
| Londres British Library                    | Egerton 945      | poème IV  | fol. 12-15v.      |
| Paris BnF                                  | Fr. 2432         | poème IV  | fol. 13v-14[5].   |
| Arras, Bibl. mun.                          | 845              | poème V   | fol. 157.         |
| Paris BnF                                  | Fr. 1555         | poème V   | fol. 218v-221.    |
| Cambridge, Magdalene College               | coll. Pepys 1938 | poème IV  |                   |
| Paris BnF                                  | Lat. 18014[6]    | poème IV  | fol. 282-286[M 2] |
| Londres British Library                    | Arundel 83       | poème IV  | fol 127.          |
| Bruxelles, Bibliothèque royale de Belgique | 10749-50[7]      | poème V   | fol. 30v-33v      |
| Paris, BnF                                 | Fr. 995          | poème V   | fol. 17v-22v      |
| Chantilly, Musée Condé                     | 1920             | poème V   |                   |
| Lille, Bibl. mun.                          | 139              | poème V   | fol. 10v-13v      |

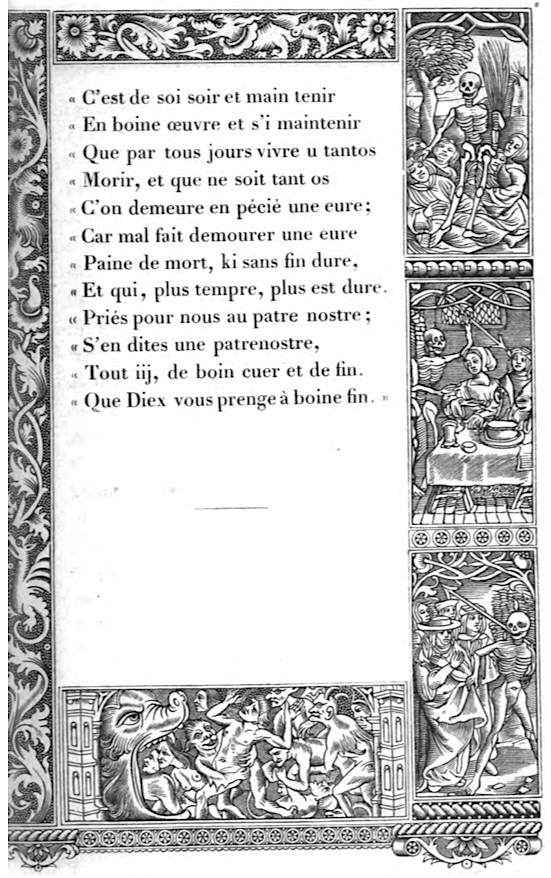
Fin des trois morts et trois vifs de Baudouin. Traduit et mis en page par Anatole de Montaiglon.

Le recueil du manuscrit BnF Ms 25566 à lui seul contient trois versions différentes. Les deux premiers textes sont à peu près contemporains :
- Celui de Baudouin de Condé (actif de 1240 à 1280) qui accompagne la gravure conservée à la bibliothèque de l'Arsenal[M 1]. En vingt-six vers, l'introduction présente les trois Vifs qui sont prince, duc et comte, apercevant brusquement les trois horribles Morts. Chaque Vif prend ensuite la parole pour décrire la vision insoutenable, comprendre la leçon faite à leur orgueil... Le premier Mort affirme qu'ils seront à leur tour aussi affreux qu'eux-mêmes, le deuxième accuse la méchanceté de la mort et se plaint de l'enfer, le troisième insiste sur la précarité de la vie et la nécessité de se tenir prêt à la mort, inéluctable. Ce poème se conclut par quatre vers adressés par les morts aux vivants :

« Pries pour nous au patre nostre

S'en dites une patrenostre

Tout vif de boin cuer et de fin

Que Diex vous prenge a boine fin. »

- Le Dit de Nicolas de Margival (fin XIIIe siècle)[M 3] présente les trois jeunes gens comme étant pleins d'orgueil, issus de puissantes familles royale, ducale et comtale. Dieu, voulant les avertir, les met en présence de trois morts décharnés. Chaque personnage prend ensuite la parole puis, dans la conclusion, les morts laissent les vivants pâles et apeurés, tirant la morale : « Menons la vie qui plaît à Dieu, gardons-nous d'aller en enfer, sachons que la mort nous saisira aussi, et prions Notre-Dame, à l'heure de notre mort, d'être près de son fils. »
- D'autres éditions, au même titre, figurent par exemple dans un manuscrit du Roman de la rose[M 4].

Anatole de Montaiglon a réuni les textes des cinq versions dans un ouvrage décoré de gravures de Hans Holbein. Ce volume, paru en 1856, est accessible en ligne et a également été réédité, dans une mise en page plus aérée.

## Iconographie
Les variations locales de représentation ne permettent pas de retracer avec précision l'évolution de l'iconographie. Cependant, les premières iconographies représentent les jeunes gens à pied jusqu'au milieu du XIVe siècle. Après cette date, ils apparaissent en cavaliers. Les faucons et les chiens sont presque constants : la légende même exige la présence de trois seigneurs riches et puissants, et l'équipage de chasse met au mieux cet aspect en évidence,,. Alors que les trois Vifs sont identiquement vêtus, on observe souvent une gradation dans la représentation des trois Morts : le premier squelette et son suaire en assez bon état, le deuxième suaire en lambeaux alors que le troisième suaire a quasiment disparu. Les trois Morts sont habituellement debout, surgissant du cimetière dans un effet saisissant de surprise, et peuvent être équipés de faux, d'arcs, de flèches... La croix – celle du cimetière – au centre de la composition sépare les deux groupes de personnages ; elle fait partie de la légende, qui est parfois racontée par saint Macaire, figurant alors sur la représentation.
La représentation varie avec le temps. Les premières sont plutôt simples. Trois morts, à l'attitude statique, se dressent sur le chemin de trois seigneurs qui voyagent à pied, comme dans le poème de Baudouin de Condé de l’Arsenal ou celui de Nicolas de Margival. Dans le psautier de Bonne de Luxembourg, de 1348-1349, illustré dans une double page par Jean Le Noir, les nobles sont à cheval et les morts, debout dans des tombes, représentent trois stades différents de décomposition. Un simple calvaire peut marquer la frontière entre le monde des morts et des vivants, comme dans le bas-de-page des funérailles de Raymond Diocrès des Très Riches Heures du Duc de Berry
Dans le livre d'heures d'Édouard IV, ce sont les morts qui attaquent les vivants, dont l’un est sur le point de trépasser
À la fin du Moyen Âge, les livres d'heures sont produits en quantité, développement accentué par l'imprimerie et la xylographie, et la légende est fréquemment présente dans l'illustration du début de l’office de la mort.

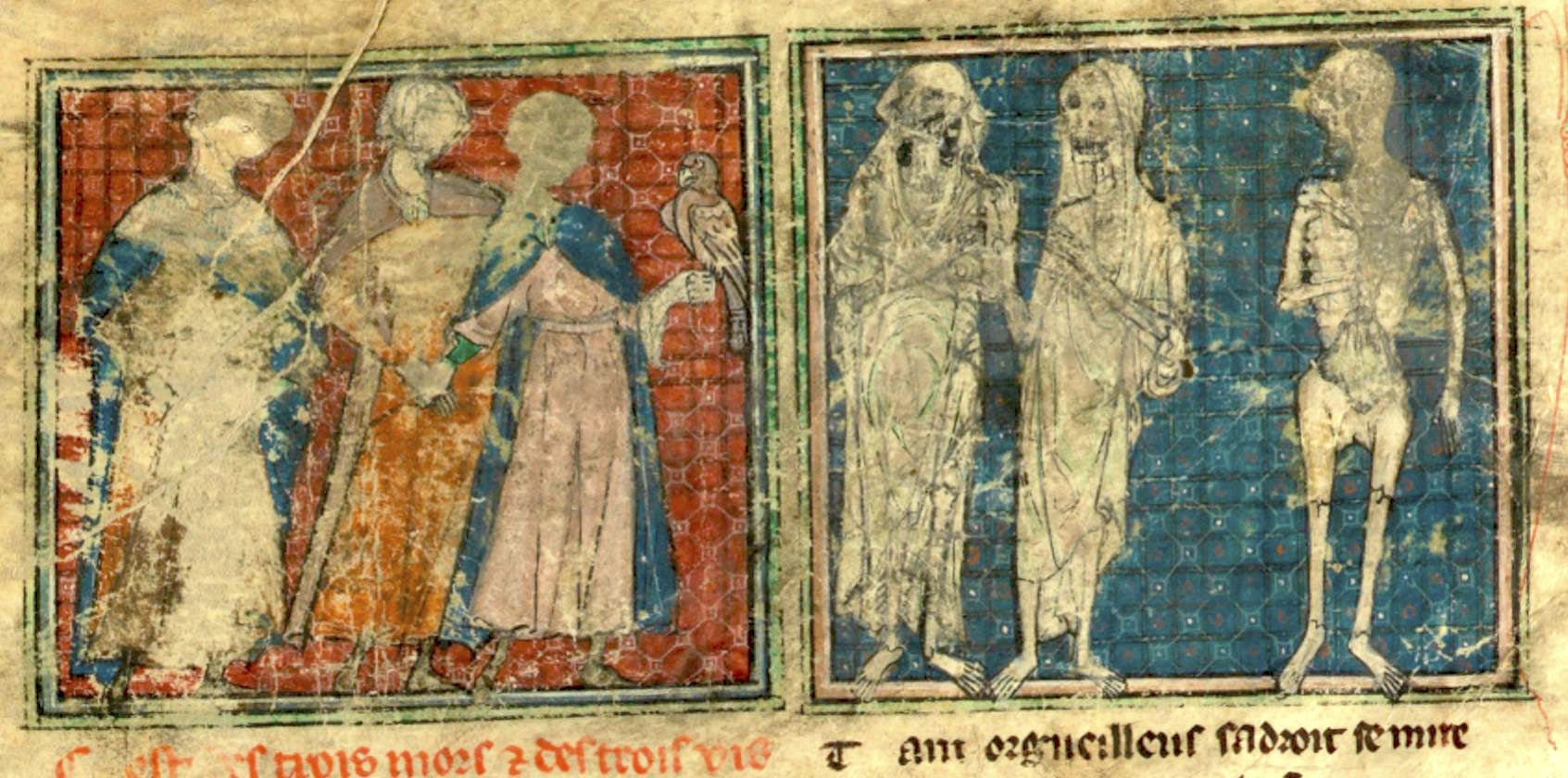
Manuscrit du roman de la rose BnF Ms 378 fol. 1r.
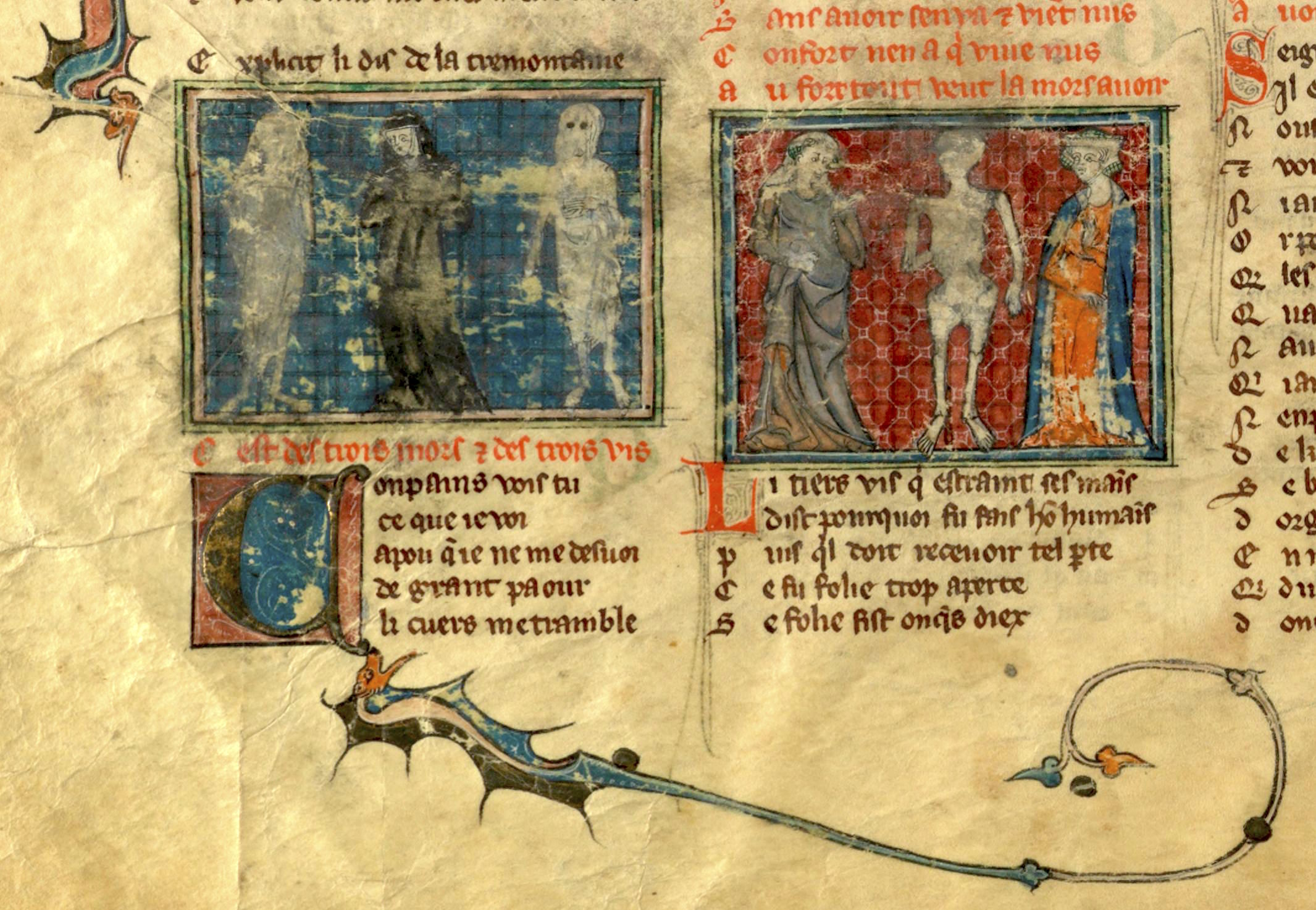
Manuscrit du roman de la rose BnF Ms 378 fol. 7v.
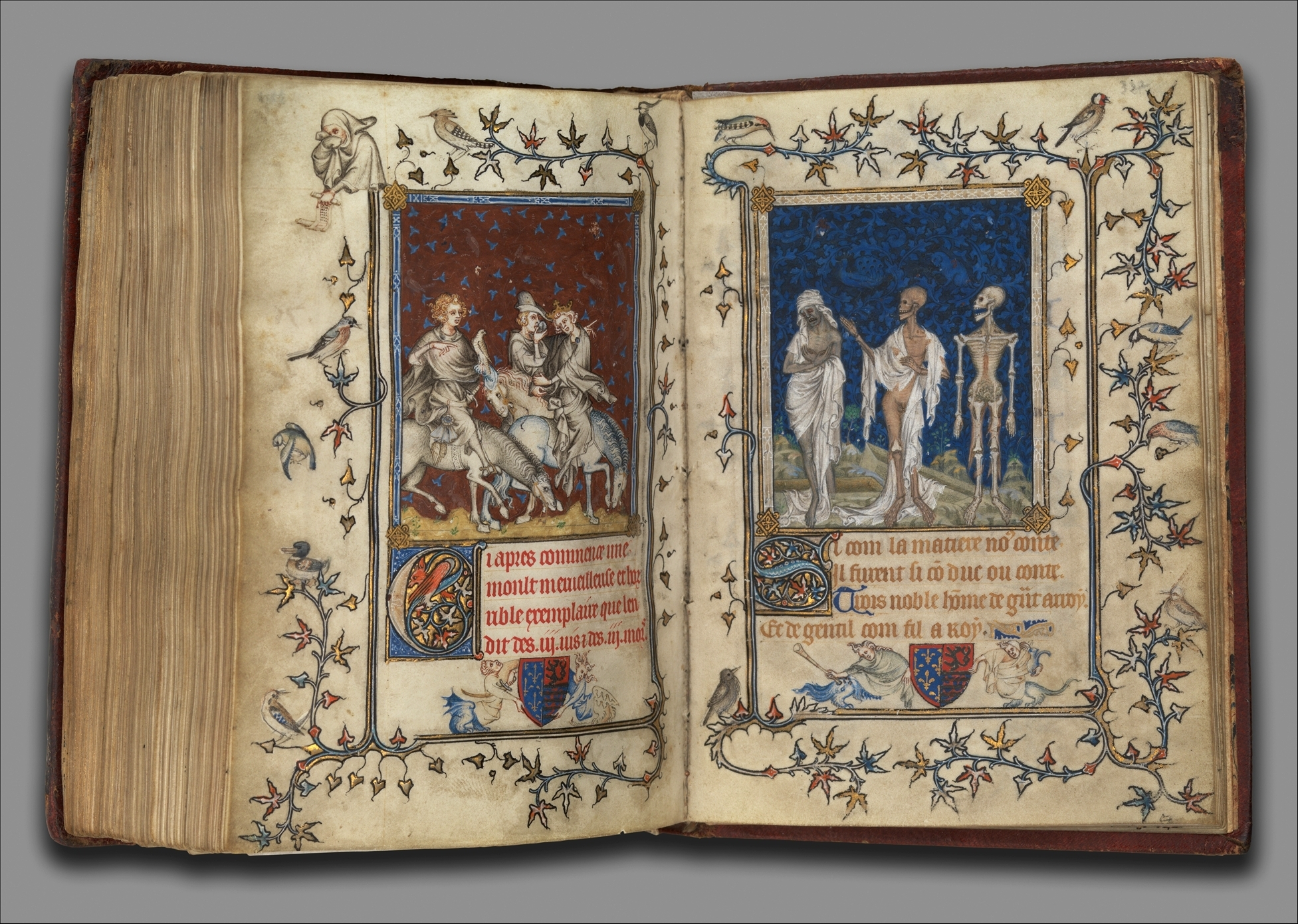
Jean Le Noir, Psautier de Bonne de Luxembourg, Cloisters, Inv. 69. 86, fol. 321v-322r.

## Représentations murales
Le Groupe de recherche des peintures murales a recensé 93 peintures murales en France; il en existe autant dans le reste de l'Europe.
Dans la cathédrale Notre-Dame des Doms d'Avignon, a été mise au jour une fresque du Dit des trois morts et des trois vifs, où les personnages mis en scène sont placés sous des arcades individuelles. Cette fresque encadre une autre œuvre macabre, où la Mort crible de flèches des gens massés à sa droite et à sa gauche. L'étude paléographique de l'inscription figurant au-dessus celle-ci, qui donne le nom du donateur Pierre de Romans, a permis de dater l'ensemble de la seconde moitié du XIIIe siècle. Ce qui fait de l'ensemble de ces fresques macabres l'une des œuvres les plus anciennes d'Europe.
La liste non exhaustive suivante est tirée de l’ouvrage de Hélène et Bertrand Utzinger :

### En France
- Alluyes (Eure-et-Loir)
- Amilly (Eure-et-Loir)
- Amponville (Seine-et-Marne), Fromont
- Les Autels-Villevillon (Eure-et-Loir)
- Antigny (Vienne)
- Auvers-le-Hamon (Sarthe)
- Avignon cathédrale Notre-Dame-des-Doms
- Barneville-la-Bertran (Calvados)
- La Bazouge-de-Chemeré (Mayenne)
- Bonnet (Meuse)
- Briey (Meurthe-et-Moselle)
- Carennac (Lot)
- Charmes (Vosges)
- Chassignelles (Yonne) (presqu'effacée)
- Chassy (Cher)
- Chemiré-le-Gaudin (Sarthe) église Saint-Benoit
- Conan (Loir-et-Cher)
- Courgenard (Sarthe)
- Courgis (Yonne)
- Dambach-la-Ville (Bas-Rhin)
- Dannemarie (Yvelines)
- Ennezat (Puy-de-Dôme)
- Château d'Époisses, à Époisses (Côte-d'Or)
- Ferrières-Haut-Clocher (Eure)
- La Ferté-Loupière (Yonne)
- La Ferté-Vidame (Eure-et-Loir)
- Gonneville-sur-Honfleur (Calvados)
- Guerchy (Yonne)
- Heugon (Orne)
- Jouhet (Vienne)
- Kientzheim (Haut-Rhin)
- Lancôme (Loir-et-Cher), église Saint-Pierre
- Lindry (Yonne)
- Lugos (Gironde)
- Meslay-le-Grenet (Eure-et-Loir)
- Mœurs-Verdey  (Marne) église Saint-Martin de Mœurs
- Migennes (Yonne)
- Moitron-sur-Sarthe (Sarthe), commanderie templière du Gué-Lian
- Le Mont-Saint-Michel (Manche), abbaye du Mont-Saint-Michel
- Nostang (Morbihan)
- Plouha (Côtes-d'Armor), chapelle de Kermaria an Iskuit (ainsi qu'une Danse macabre)
- Rocamadour (Lot)
- Saint-Fargeau (Yonne)
- Saint-Riquier (Somme), salle du trésor de l'abbatiale
- Saulcet (Allier)
- Senlis (Oise)
- Sepvigny (Meuse), chapelle du Vieux-Astre
- Villiers-Saint-Benoît (Yonne)
- La Romieu Gers
- Verneuil (Nièvre), Église Saint Laurent
- Villiers-sur-Loir (Loir-et-Cher)

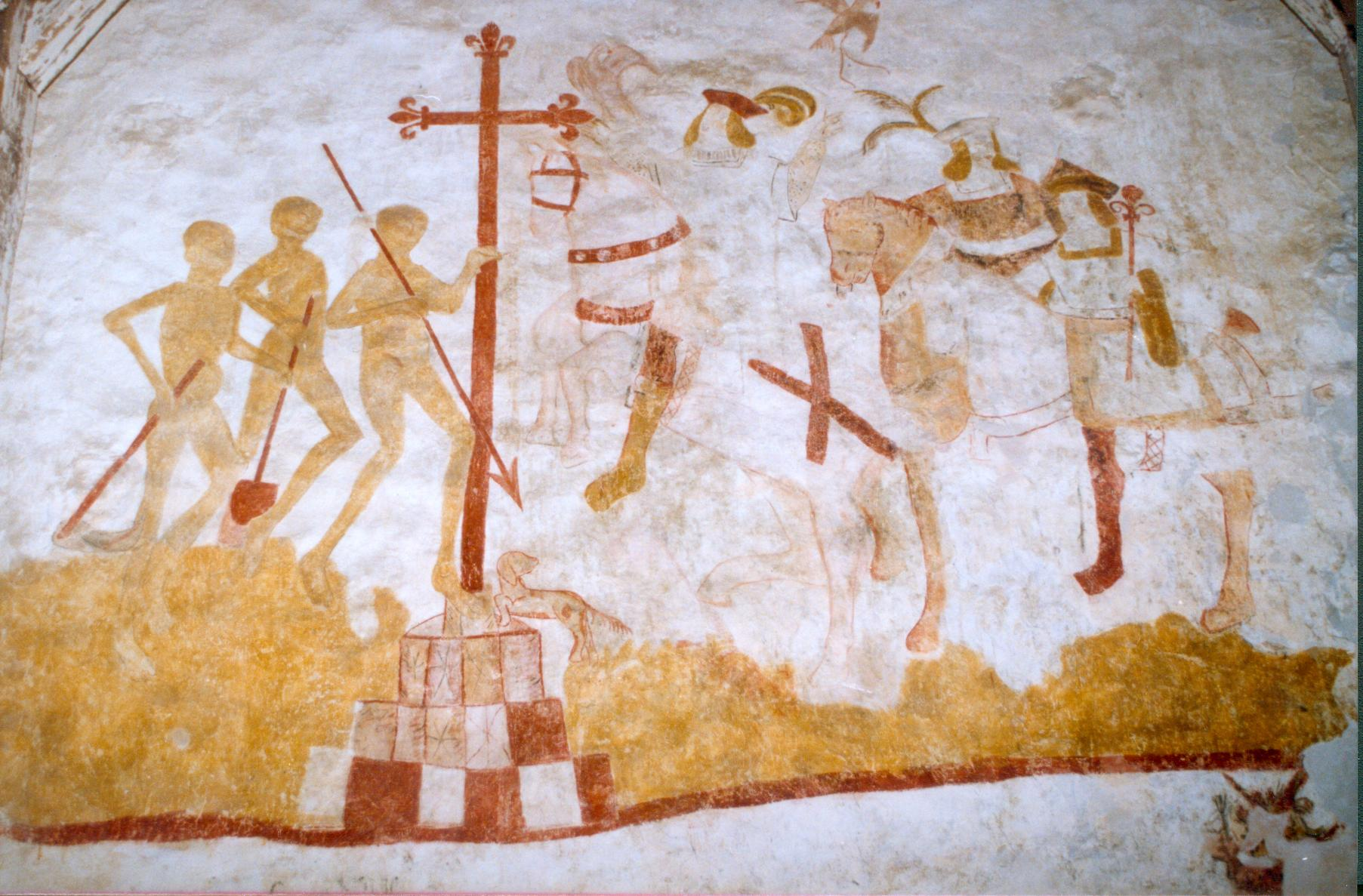
Le « Dit des trois morts et des trois vifs », église Saint-Pierre, Lancôme (Loir-et-Cher).
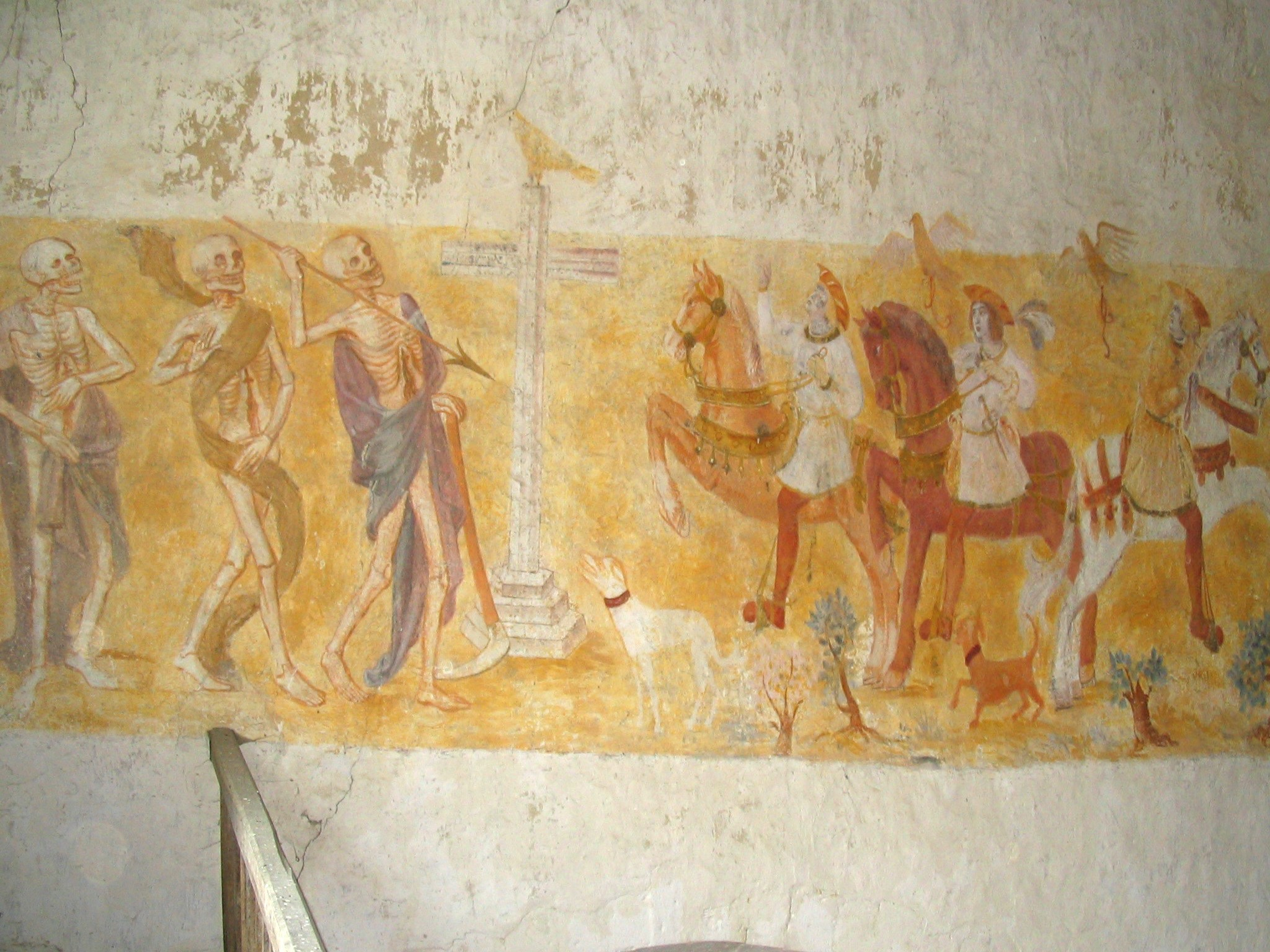
Le « Dit des trois morts et des trois vifs », église Saint Germain, La Ferté-Loupière (Yonne).
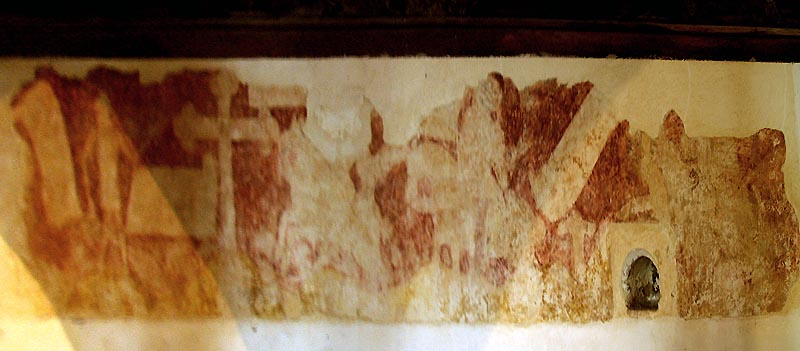
La fresque de la chapelle de Kermaria an Iskuit (Côtes-d'Armor).
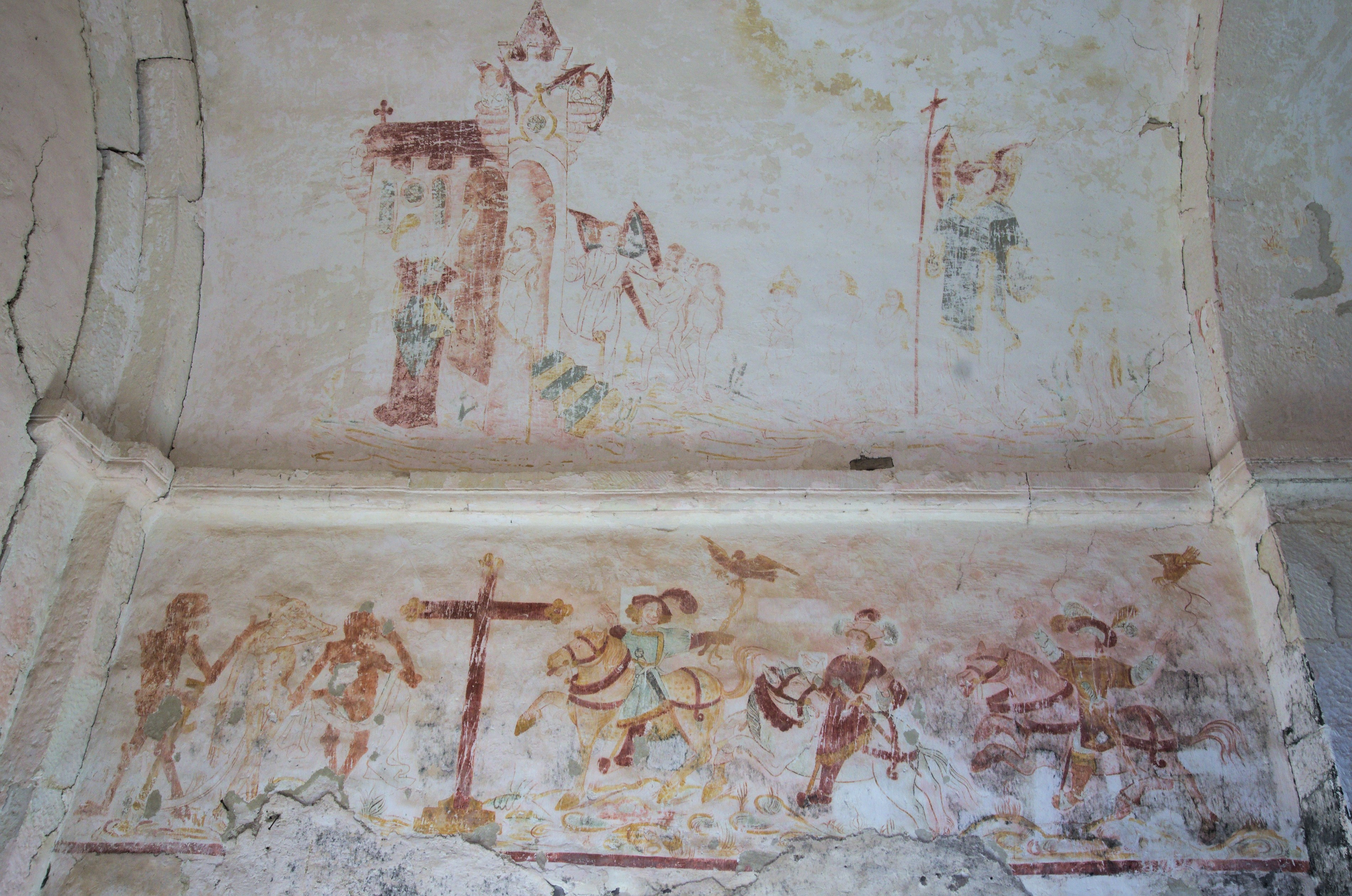
La fresque de la chapelle du Vieux-Astre (Meuse).
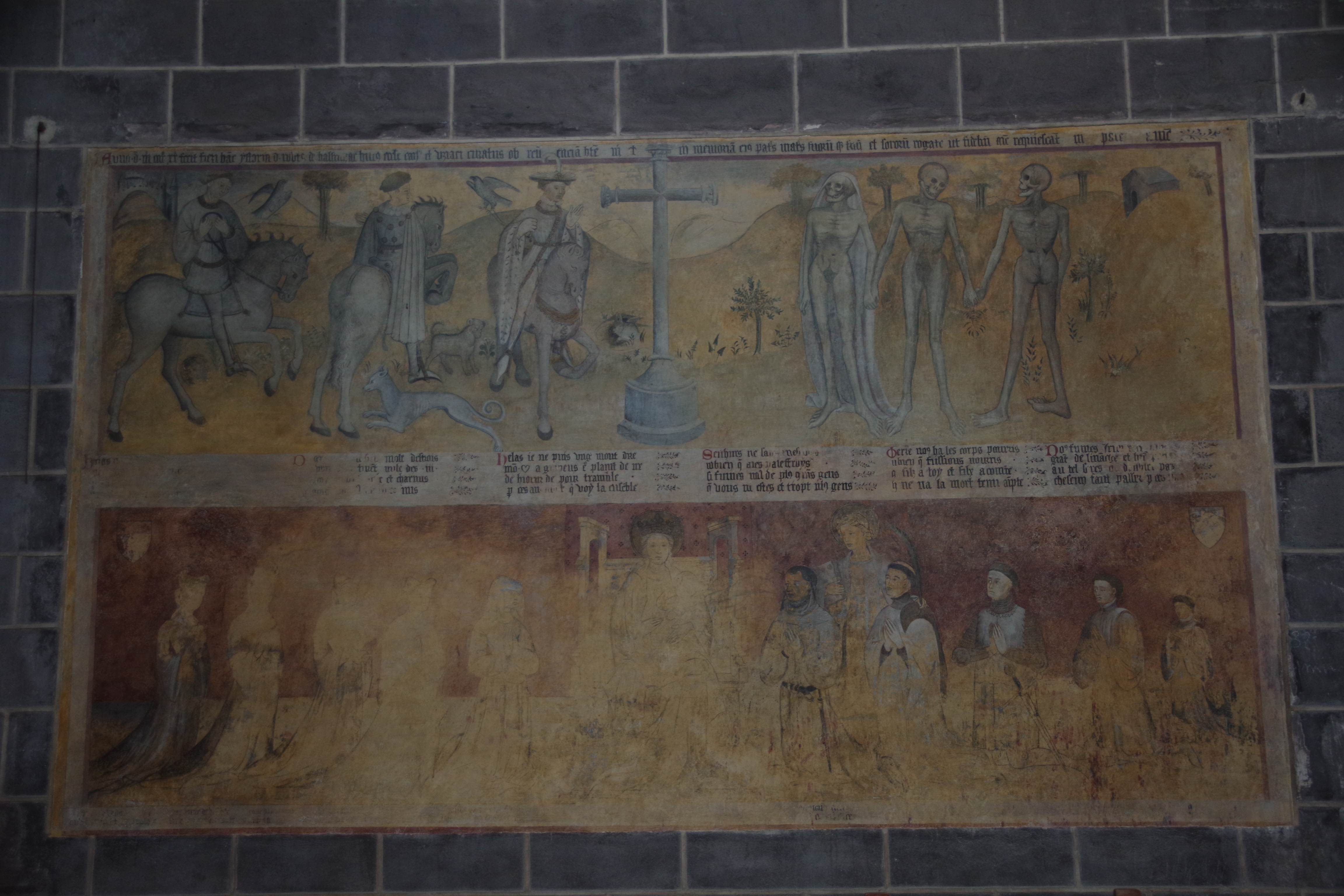
Fresque de la collégiale d'Ennezat.

### En Allemagne
Dans les régions d'idiome alémanique - Alsace, Bade, la région du lac de Constance, la Souabe, ainsi que la Suisse alémanique - il y a quelques variations locales de représentation : Les vifs s'approchent à pied et se retrouvent subitement vis-à-vis des trois morts ; aucune croix de cimetière ne sépare les deux groupes de personnages,.
- Badenweiler (vers 1380)
- Chammünster (XVe siècle)
- Eriskirch (1430-1440)
- Überlingen (après 1424)
- Wismar (XIVe siècle)

### En Suisse
- Bâle Saint-Jacques (1420)
- Brigels (1451)
- Orbe (XVe siècle)
- Sempach - Kirchbühl (vers 1310)

### En Belgique
- Bruxelles

### En Danemark
- Bregninge
- Kirkerup
- Skibby
- Tüse

### En Italie
- Albugnano, Abbaye de Vezzolano
- Bosa

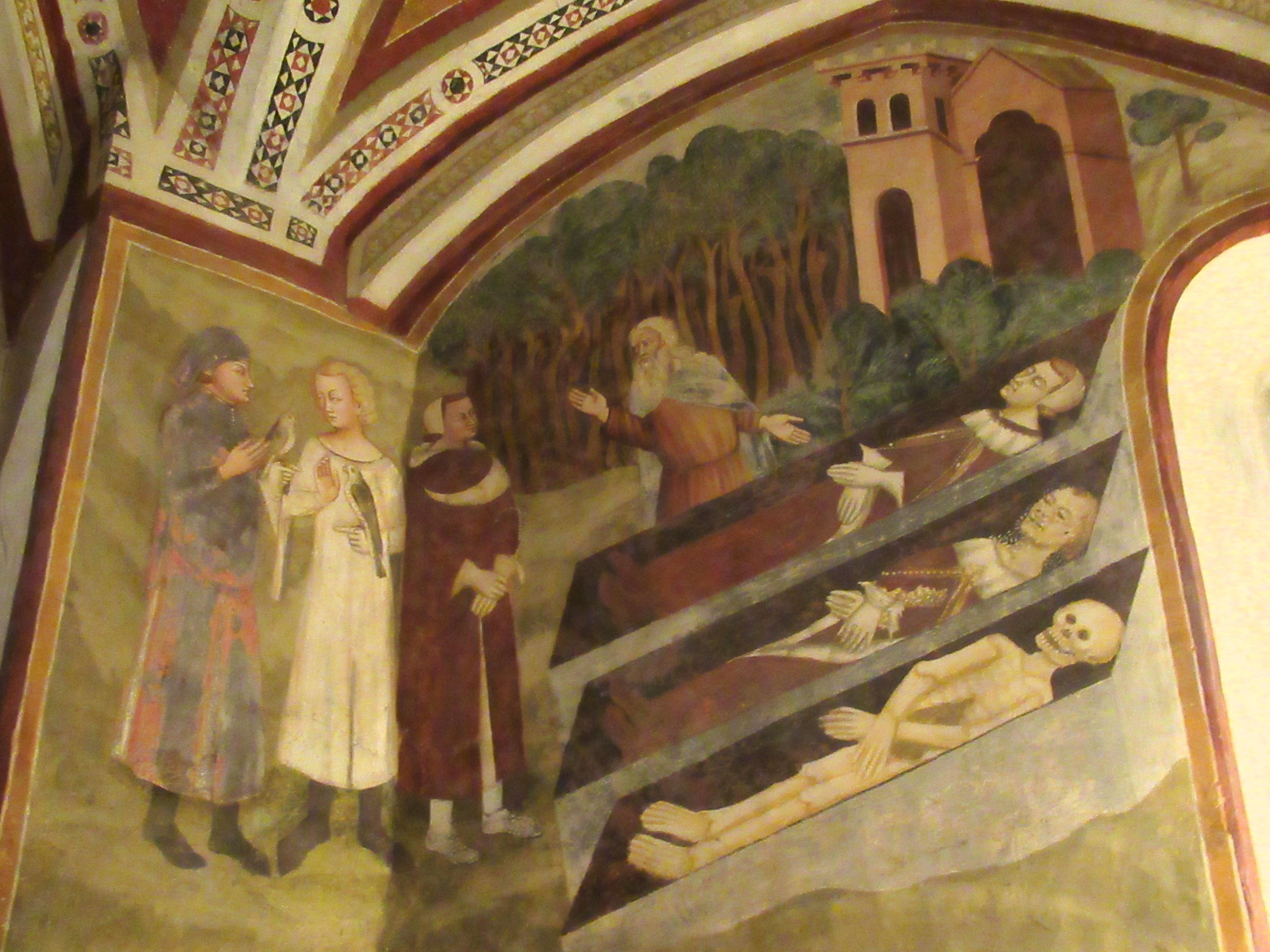
La légende des trois morts et des trois vifs, fresque du XIVe siècle, Subiaco

- Melfi, Église rupestre de Santa Margherita (XIIIe siècle)
- Pise
- Subiaco, monastère de Saint Benoît (Sacro Speco)

### En Hollande
- Zaltbommel
- Zutphen

## Articles liés
- Ars moriendi
- Danse macabre